# Гомбак Юнайтед
Футбольний клуб «Гомбак Юнайтед» (англ. Gombak United Football Club) — колишній професійний сінгапурський футбольний клуб із району Гомбак. Клуб грав у С.Лізі з 1998 по 2002 рік, та з 2006 до 2012 року. Клуб грав домашні ігри на стадіоні «Букіт Гомбак». Команда один раз виграла Кубок ліги Сінгапуру.

## Історія
До початку виступів у С.Лізі клуб мав назву «Редгілл Рейнджерс». У 1998 році клуб змінив назву на «Гомбак Юнайтед». З 1998 по 2002 рік клуб проводив домашні ігри чемпіонату на стадіоні «Букіт Гомбак». У кінці 2002 року клуб припинив виступати в С.Лізі через фінансові труднощі. «Гомбак Юнайтед» повернувся до С.Ліги у 2006 році, та розпочав грти на стадіоні «Джуронг Вест Стейдіум», проте на початку 2013 року клуб знову припинив участь у лізі через погіршення фінансового стану клубу. Наприкінці 2017 року президент клубу Джон Яп звернувся до Футбольної асоціації Сінгапуру з проханням повернутися до Прем'єр-ліги Сінгапуру на сезон 2019 року, але прохання не задовільнили.

### Перемога в Кубку ліги Сінгапуру
На шляху до фіналу кубка Ліги «Гомбак Юнайтед» переміг фаворита на виграш кубка «Хоум Юнайтед» у чвертьфіналі та «Янг Лайонс» у півфіналі. У фіналі «Гомбак Юнайтед» зіграв із південнокорейською командою «Супер Редс», і на 90-ій хвилині форвард клубу Оджимі Обатола забив гол, забезпечивши «Гомбак Юнайтед» першу в історії перемогу в кубковому турнірі.